# Ashlyn Sanchez
Ashlyn Sanchez (California, 27 luglio 1996) è un'attrice statunitense.

## Filmografia

### Cinema
- Crash - Contatto fisico (Crash), regia di Paul Haggis (2004)
- Kill Your Darlings, regia di Björne Larson (2006)
- Marrying God, regia di Duke Johnson - cortometraggio (2006)
- E venne il giorno (The Happening), regia di M. Night Shyamalan (2008)
- Universal Signs, regia di Ann Calamia (2008)

### Televisione
- Streghe (Charmed) – serie TV, episodio 6x10 (2003)
- Alias – serie TV, episodio 5x05 (2005)
- CSI: Scena del crimine (CSI: Crime Scene Investigation) – serie TV, episodio 6x07 (2005)
- West Wing - Tutti gli uomini del Presidente (The West Wing) – serie TV, episodi 7x10-7x15-7x20 (2006)
- Vanished – serie TV, 4 episodi (2006)
- Senza traccia (Without a Trace) – serie TV, episodi 5x15-5x16 (2007)
- Raines – serie TV, episodio 1x06 (2007)